# Daniel Quaye
George Owu (Accra, 1980. december 25. –) ghánai válogatott labdarúgó, aki jelenleg a Great Olympics játékosa.

## Sikerei, díjai
- Hearts of Oak
  - Ghánai bajnok: 1999, 2000, 2001, 2002, 2004–05
  - Ghánai kupa: 1999, 2000
  - Ghánai szuperkupa: 1997, 1998
  - CAF-bajnokok ligája: 2000
  - CAF szuperkupa: 2001
  - CAF Konföderációs kupa: 2004